# Sadia
Pour les articles homonymes, voir Sadia (homonymie).
Sadia est un groupe agroalimentaire

## Données
- Chiffre d'affaires 2006 : 7,9 milliards de réaux, soit environ 2,8 milliards d'euros (taux janvier 2007), dont 44 % à l'exportation[1]
- Nombre d'employés en 2006 : environ 49 000[2]